# Caio Duilio (2007)
Caio Duilio (numer burtowy D554) – włoski niszczyciel rakietowy typu Orizzonte, który wszedł do służby we włoskiej marynarce wojennej 22 września 2011 roku. Okrętowi nadano imię Gajusza Duiliusza - rzymskiego admirała z okresu I wojny punickiej, który w 260 roku p.n.e. zwyciężył w bitwie morskiej pod Mylae. 

## Historia
Zamówienie na drugi niszczyciel typu Orizzonte dla Marine Militare zostało złożone 27 października 2000 roku, w mieszczącej się w Riva Trigoso stoczni należącej do koncernu Fincantieri. Rozpoczęcie budowy nastąpiło 19 września 2003 roku, wodowanie 23 października 2007 roku. Próby morskie rozpoczęły się 12 lutego 2008 roku. Po przejęciu przez marynarkę wojenną, okręt wziął udział 5 maja 2009 roku w ćwiczeniach morskich, w których brały udział pozostałe okręty typu Horizon: „Andrea Doria”, „Forbin” i „Chevalier Paul”. „Caio Duilio” wszedł do służby 22 września 2011 roku.  

## Opis
Okręt wyposażono w nowy system zarządzania walką oparty na oprogramowaniu Linux.

## Służba
W 2013 roku okręt wchodził w skład osłony Stałego Zespołu Sił Przeciwminowych NATO Grupy 1 (SNMCMG-1) i w październiku brał udział w manewrach Steadfast Jazz, odwiedzając m.in. Gdynię.
20 maja 2023 roku okręt przypłynął do Gdyni, rozpoczynając półroczną misję w celu wzmocnienia wielowarstwowej obrony powietrznej terytorium Polski, na podstawie włosko-polskiej umowy o współpracy obronnej. Dowódcą był wówczas komandor Davide da Pozzo. Okręt wziął m.in. udział w manewrach BALTOPS w czerwcu.